# Hoogengraven
Hoogengraven is een buurtschap in de gemeente Ommen in de Nederlandse provincie Overijssel. De buurtschap is gelegen ten oosten van Ommen langs de N34, aan de noordzijde van de Overijsselse Vecht.
Hoogengraven is gelegen nabij de plaats waar een afvoerkanaal vanuit het Arriërveld en het Stegerveld in een oude meander van de Vecht uitmondt. Op dit knooppunt van lokale verkeersaders was vroeger een tol, met daarbij een herberg te vinden. Er bevindt zich nog steeds een school met een verzorgingsfunctie voor de omliggende buurtschappen.
Stad: Ommen      Dorpen: Lemele · Vilsteren 

Buurtschappen: Archem · Arriën · Arriërveld · Beerze · Beerzerveld · Besthmen · Dalmsholte (deels) · Eerde · Emsland · Giethmen · Hoogengraven · Junne · Nieuwebrug · Ommerbosch · Ommerkanaal · Ommerschans · Ommerveld · Rotbrink · Stegeren · Stegerveld · Varsen · Vinkenbuurt · Witharen · Zeesse

Overijssel · Steden en dorpen      Nederland · Provincies · Gemeenten